# Pellenes siculus
Pellenes siculus är en spindelart som beskrevs av Alicata, Cantarella 2000. Pellenes siculus ingår i släktet Pellenes och familjen hoppspindlar. Inga underarter finns listade i Catalogue of Life.